# Prix LaLiga
Les Prix LaLiga (en espagnol Premios de LaLiga) sont les premières distinctions à caractère officiel décernées par la Liga Nacional de Fútbol Profesional en Espagne. La Liga Nacional de Fútbol Profesional est un organisme placé sous l'égide de la Fédération espagnole de football.

## Histoire
Les Prix LaLiga ont été créés lors de la saison 2008-2009 pour récompenser les meilleurs joueurs et entraîneurs du championnat d'Espagne de première et deuxième division.
Ils ont pris fin en 2016-17, cependant le Trophée Alfredo Di Stéfano complète le prix du meilleur joueur tout comme d'autres prix spéciaux.
Pour désigner les lauréats, un comité technique de LaLiga sélectionne trois joueurs par poste : gardien de but, défenseur, milieu défensif, milieu offensif, attaquant, en plus des joueurs révélation. Ensuite les entraîneurs votent.
Les prix du Meilleur joueur, du Meilleur joueur MVP et du Meilleur entraîneur sont attribués selon les votes des joueurs professionnels. Le Prix du fair-play est déterminé par le public. Le Prix du Meilleur joueur (élu par les supporters) est déterminé par un vote sur Internet sur le site de la Liga BBVA.
Lionel Messi a remporté les cinq premières éditions du Prix LaLiga de Meilleur joueur de l'année.

## Palmarès par année

### Années 2000

#### Saison 2008-2009
La première cérémonie de remise des Prix LaLiga eut lieu à Madrid le 26 octobre 2009. Les lauréats furent les suivants :
| Catégorie                                | Liga BBVA           | Liga BBVA            | Liga Adelante     | Liga Adelante  |
| Catégorie                                | Joueur              | Équipe               | Joueur            | Équipe         |
| ---------------------------------------- | ------------------- | -------------------- | ----------------- | -------------- |
| Meilleur joueur1                         | Lionel Messi        | FC Barcelone         | Nino              | CD Tenerife    |
| Meilleur entraîneur1                     | Pep Guardiola       | FC Barcelone         | José Luis Oltra   | CD Tenerife    |
| Meilleur gardien1                        | Iker Casillas       | Real Madrid          | Claudio Bravo     | Real Sociedad  |
| Meilleur défenseur1                      | Daniel Alves        | FC Barcelone         | Marc Bertrán      | CD Tenerife    |
| Meilleur milieu défensif1                | Xavi                | FC Barcelone         | Abel Aguilar      | Hércules CF    |
| Meilleur milieu offensif1                | Andrés Iniesta      | FC Barcelone         | Alejandro Alfaro  | CD Tenerife    |
| Meilleur attaquant1                      | Lionel Messi        | FC Barcelone         | Nino              | CD Tenerife    |
| Joueur révélation1                       | Sergio Busquets     | FC Barcelone         | Mohamed Diamé     | Rayo Vallecano |
| Fair-play1                               | Juan Carlos Valerón | Deportivo La Corogne | Francisco Farinós | Hércules CF    |
| Note1: Prix remis pour la première fois. |                     |                      |                   |                |

#### Saison 2009-2010
Source :
| Catégorie                | Liga BBVA     | Liga BBVA     | Liga Adelante      | Liga Adelante   |
| Catégorie                | Joueur        | Équipe        | Joueur             | Équipe          |
| ------------------------ | ------------- | ------------- | ------------------ | --------------- |
| Meilleur joueur          | Lionel Messi  | FC Barcelone  | Xabier Prieto      | Real Sociedad   |
| Meilleur entraîneur      | Pep Guardiola | FC Barcelone  | Luis García        | Levante UD      |
| Meilleur gardien         | Víctor Valdés | FC Barcelone  | Claudio Bravo      | Real Sociedad   |
| Meilleur défenseur       | Gerard Piqué  | FC Barcelone  | Sergio Ballesteros | Levante UD      |
| Meilleur milieu défensif | Xavi          | FC Barcelone  | Francisco Farinós  | Hércules CF     |
| Meilleur milieu offensif | Jesús Navas   | Séville FC    | Xabier Prieto      | Real Sociedad   |
| Meilleur attaquant       | Lionel Messi  | FC Barcelone  | Jorge Molina       | Elche CF        |
| Joueur révélation        | Pedro         | FC Barcelone  | Jefferson Montero  | Villarreal CF B |
| Fair-play                | Marcos Senna  | Villarreal CF | Albert Jorquera    | Girona FC       |

### 2010-16

#### Saison 2010-2011
La troisième remise des Prix LaLiga eut lieu le 1er décembre 2011.
| Catégorie                | Liga BBVA      | Liga BBVA       | Liga Adelante           | Liga Adelante  |
| Catégorie                | Joueur         | Équipe          | Joueur                  | Équipe         |
| ------------------------ | -------------- | --------------- | ----------------------- | -------------- |
| Meilleur joueur          | Lionel Messi   | FC Barcelone    | Achille Emana           | Betis Séville  |
| Meilleur entraîneur      | Pep Guardiola  | FC Barcelone    | Pepe Mel                | Betis Séville  |
| Meilleur gardien         | Víctor Valdés  | FC Barcelone    | Roberto Fernández       | Grenade CF     |
| Meilleur défenseur       | Éric Abidal    | FC Barcelone    | Coke                    | Rayo Vallecano |
| Meilleur milieu défensif | Xavi           | FC Barcelone    | Mikel Rico              | Grenade CF     |
| Meilleur milieu offensif | Andrés Iniesta | FC Barcelone    | Daniel González Benítez | Grenade CF     |
| Meilleur attaquant       | Lionel Messi   | FC Barcelone    | Rubén Castro            | Betis Séville  |
| Joueur révélation        | Iker Muniain   | Athletic Bilbao | Marc Bartra             | FC Barcelone B |
| Fair-play                | Alberto Rivera | Sporting Gijón  | Míchel                  | Rayo Vallecano |

#### Saison 2011-2012
Le 13 novembre 2012 eut lieu la quatrième cérémonie de remise des Prix LaLiga. Les vainqueurs furent les suivants :
| Catégorie                | Liga BBVA      | Liga BBVA    | Liga Adelante       | Liga Adelante        |
| Catégorie                | Joueur         | Équipe       | Joueur              | Équipe               |
| ------------------------ | -------------- | ------------ | ------------------- | -------------------- |
| Meilleur joueur          | Lionel Messi   | FC Barcelone | Juan Carlos Valerón | Deportivo La Corogne |
| Meilleur entraîneur      | Pep Guardiola  | FC Barcelone | José Luis Oltra     | Deportivo La Corogne |
| Meilleur gardien         | Iker Casillas  | Real Madrid  | Daniel Aranzubía    | Deportivo La Corogne |
| Meilleur défenseur       | Sergio Ramos   | Real Madrid  | Marc Bartra         | FC Barcelone B       |
| Meilleur milieu défensif | Xabi Alonso    | Real Madrid  | Álex López          | Celta Vigo           |
| Meilleur milieu offensif | Andrés Iniesta | FC Barcelone | Andrés Guardado     | Deportivo La Corogne |
| Meilleur attaquant       | Lionel Messi   | FC Barcelone | Iago Aspas          | Celta Vigo           |
| Joueur révélation        | Isco           | Málaga CF    | Javi Hervás         | Córdoba CF           |
| Fair-play                | Carles Puyol   | FC Barcelone | Miguel Angel Corona | UD Almería           |

#### Saison 2012-2013
Le 2 décembre 2013 eut lieu la cinquième cérémonie de remise des Prix LaLiga :
| Catégorie                                | Liga BBVA          | Liga BBVA       | Liga Adelante   | Liga Adelante        |
| Catégorie                                | Joueur             | Équipe          | Joueur          | Équipe               |
| ---------------------------------------- | ------------------ | --------------- | --------------- | -------------------- |
| Meilleur joueur                          | Lionel Messi       | FC Barcelone    | Gerard Deulofeu | FC Barcelone B       |
| MVP1                                     | Cristiano Ronaldo  | Real Madrid     | Vacant          | Vacant               |
| Meilleur entraîneur                      | Diego Simeone      | Atlético Madrid | Fran Escribá    | Elche CF             |
| Meilleur gardien                         | Thibaut Courtois   | Atlético Madrid | Esteban         | UD Almería           |
| Meilleur défenseur                       | Sergio Ramos       | Real Madrid     | Edu Albácar     | Elche CF             |
| Meilleur milieu défensif                 | Asier Illarramendi | Real Sociedad   | Bruno Soriano   | Villarreal CF        |
| Meilleur milieu offensif                 | Andrés Iniesta     | FC Barcelone    | Vitolo          | UD Las Palmas        |
| Meilleur attaquant                       | Lionel Messi       | FC Barcelone    | Charles         | UD Almería           |
| Joueur révélation                        | Asier Illarramendi | Real Sociedad   | Chuli           | Recreativo de Huelva |
| Fair-play (joueur)                       | Iker Casillas      | Real Madrid     | Bruno Soriano   | Villarreal CF        |
| Fair-play (club)1                        | Athletic Bilbao    | Athletic Bilbao | Villarreal CF   | Villarreal CF        |
| Note1: Prix remis pour la première fois. |                    |                 |                 |                      |

#### Saison 2013-2014
Le 27 octobre 2014 eut lieu la sixième cérémonie de remise des Prix LaLiga :
| Catégorie                                | Liga BBVA         | Liga BBVA       | Liga Adelante     | Liga Adelante        |
| Catégorie                                | Joueur            | Équipe          | Joueur            | Équipe               |
| ---------------------------------------- | ----------------- | --------------- | ----------------- | -------------------- |
| Meilleur joueur                          | Cristiano Ronaldo | Real Madrid     | Julio Álvarez     | CD Numancia          |
| Meilleur joueur américain1               | Carlos Bacca      | Séville FC      | Yuri de Souza     | SD Ponferradina      |
| Meilleur joueur africain1                | Yacine Brahimi    | Granada CF      | Jean Marie Dongou | FC Barcelone B       |
| Meilleur entraîneur                      | Diego Simeone     | Atlético Madrid | Gaizka Garitano   | SD Eibar             |
| Meilleur gardien                         | Keylor Navas      | Levante UD      | Germán Lux        | Deportivo La Corogne |
| Meilleur défenseur                       | Sergio Ramos      | Real Madrid     | Pablo Insua       | Deportivo La Corogne |
| Meilleur milieu défensif                 | Luka Modrić       | Real Madrid     | Juan Domínguez    | Deportivo La Corogne |
| Meilleur milieu offensif                 | Andrés Iniesta    | FC Barcelone    | Ayoze Pérez       | CD Tenerife          |
| Meilleur attaquant                       | Cristiano Ronaldo | Real Madrid     | Borja Viguera     | Deportivo Alavés     |
| Plus beau but1                           | Cristiano Ronaldo | Real Madrid     | Jorge Morcillo    | Recreativo de Huelva |
| Joueur révélation                        | Rafinha           | Celta Vigo      | Ayoze Pérez       | CD Tenerife          |
| Fair-play (joueur)                       | Ivan Rakitić      | Séville FC      | Manuel Pablo      | Deportivo La Corogne |
| Fair-play (club)                         | Real Sociedad     | Real Sociedad   | SD Eibar          | SD Eibar             |
| Note1: Prix remis pour la première fois. |                   |                 |                   |                      |

#### Saison 2014-2015
Le 30 novembre 2015 eut lieu la septième cérémonie de remise des Prix LaLiga :
| Catégorie                                | Liga BBVA         | Liga BBVA    | Liga Adelante     | Liga Adelante   |
| Catégorie                                | Joueur            | Équipe       | Joueur            | Équipe          |
| ---------------------------------------- | ----------------- | ------------ | ----------------- | --------------- |
| Meilleur joueur                          | Lionel Messi      | FC Barcelone | Vacant            | Vacant          |
| Meilleur joueur (Par les supporters)1    | Cristiano Ronaldo | Real Madrid  | Vacant            | Vacant          |
| Meilleur joueur américain                | Neymar            | FC Barcelone | Vacant            | Vacant          |
| Meilleur joueur africain                 | Sofiane Feghouli  | Valence CF   | Vacant            | Vacant          |
| Meilleur entraîneur                      | Luis Enrique      | FC Barcelone | Pablo Machín      | Girona FC       |
| Meilleur gardien                         | Claudio Bravo     | FC Barcelone | Iván Cuéllar      | Sporting Gijón  |
| Meilleur défenseur                       | Sergio Ramos      | Real Madrid  | Bernardo Espinosa | Sporting Gijón  |
| Meilleur milieu                          | James Rodríguez   | Real Madrid  | Óscar González    | Real Valladolid |
| Meilleur attaquant                       | Lionel Messi      | FC Barcelone | Rubén Castro      | Betis Séville   |
| Note1: Prix remis pour la première fois. |                   |              |                   |                 |

#### Saison 2015-2016
Le 24 octobre 2016 eut lieu la huitième cérémonie de remise des Prix LaLiga :
| Catégorie                            | Liga BBVA         | Liga BBVA       | Liga Adelante   | Liga Adelante |
| Catégorie                            | Joueur            | Équipe          | Joueur          | Équipe        |
| ------------------------------------ | ----------------- | --------------- | --------------- | ------------- |
| Meilleur joueur                      | Antoine Griezmann | Atlético Madrid | Vacant          | Vacant        |
| Meilleur joueur (Par les supporters) | Antoine Griezmann | Atlético Madrid | Vacant          | Vacant        |
| Meilleur joueur non européen         | Luis Suárez       | FC Barcelone    | Vacant          | Vacant        |
| Meilleur entraîneur                  | Diego Simeone     | Atlético Madrid | Asier Garitano  | CD Leganés    |
| Meilleur gardien                     | Jan Oblak         | Atlético Madrid | Isaac Becerra   | Girona FC     |
| Meilleur défenseur                   | Diego Godín       | Atlético Madrid | Florian Lejeune | Girona FC     |
| Meilleur milieu                      | Luka Modrić       | Real Madrid     | José Campaña    | ADAlcorcón    |
| Meilleur attaquant                   | Lionel Messi      | FC Barcelone    | Sergio León     | Elche CF      |
| Joueur révélation                    | Marco Asensio     | RCD Espanyol    | José Naranjo    |               |

### Depuis 2017
Les prix sont hors cérémonies LFP supprimés depuis la saison 2016-17.

#### Saison 2016-17
| Catégorie        | Liga Santander | Liga Santander  | LaLiga 2              | LaLiga 2   |
| Catégorie        | Joueur         | Équipe          | Joueur                | Équipe     |
| ---------------- | -------------- | --------------- | --------------------- | ---------- |
| Meilleur joueur  | Lionel Messi   | FC Barcelone    |                       |            |
| Meilleur buteur  | Lionel Messi   | FC Barcelone    | Joselu                | CD Lugo    |
| Meilleur gardien | Jan Oblak      | Atlético Madrid | Raúl Fernández-Cavada | Levante UD |

#### Saison 2017-18
| Catégorie        | Liga Santander | Liga Santander  | Liga 123          | Liga 123        |
| Catégorie        | Joueur         | Équipe          | Joueur            | Équipe          |
| ---------------- | -------------- | --------------- | ----------------- | --------------- |
| Meilleur joueur  | Lionel Messi   | FC Barcelone    |                   |                 |
| Meilleur buteur  | Lionel Messi   | FC Barcelone    | Jaime Mata        | Real Valladolid |
| Meilleur gardien | Jan Oblak      | Atlético Madrid | Alberto Cifuentes | Cádiz ClF       |

#### Saison 2018-19
| Catégorie        | Liga Santander | Liga Santander  | Liga 123       | Liga 123   |
| Catégorie        | Joueur         | Équipe          | Joueur         | Équipe     |
| ---------------- | -------------- | --------------- | -------------- | ---------- |
| Meilleur joueur  | Lionel Messi   | FC Barcelone    |                |            |
| Meilleur buteur  | Lionel Messi   | FC Barcelone    | Álvaro Giménez | UD Almería |
| Meilleur gardien | Jan Oblak      | Atlético Madrid | Rui Silva      | Grenade CF |

#### Saison 2019-20
| Catégorie        | Liga Santander   | Liga Santander | LaLiga SmartBank      | LaLiga SmartBank |
| Catégorie        | Joueur           | Équipe         | Joueur                | Équipe           |
| ---------------- | ---------------- | -------------- | --------------------- | ---------------- |
| Meilleur joueur  | Karim Benzema    | Real Madrid    |                       |                  |
| Meilleur buteur  | Lionel Messi     | FC Barcelone   | Cristhian Stuani      | Girona FC        |
| Meilleur gardien | Thibaut Courtois | Real Madrid    | Munir Mohand Mohamedi | Málaga CF        |

#### Saison 2020-21
| Catégorie        | LaLiga       | LaLiga          | LaLiga SmartBank | LaLiga SmartBank      |
| Catégorie        | Joueur       | Équipe          | Joueur           | Équipe                |
| ---------------- | ------------ | --------------- | ---------------- | --------------------- |
| Meilleur joueur, | Jan Oblak    | Atlético Madrid | Raúl de Tomás    | Espanyol de Barcelone |
| Meilleur buteur  | Lionel Messi | FC Barcelone    | Raúl de Tomás    | Espanyol de Barcelone |
| Meilleur gardien | Jan Oblak    | Atlético Madrid | Diego López      | Espanyol de Barcelone |

#### Saison 2021-22
| Catégorie                                | LaLiga         | LaLiga      | LaLiga SmartBank | LaLiga SmartBank |
| Catégorie                                | Joueur         | Équipe      | Joueur           | Équipe           |
| ---------------------------------------- | -------------- | ----------- | ---------------- | ---------------- |
| Meilleur joueur                          | Karim Benzema  | Real Madrid |                  |                  |
| Meilleur buteur                          | Karim Benzema  | Real Madrid | Borja Bastón     | Real Oviedo      |
| Meilleur buteur                          | Karim Benzema  | Real Madrid | Cristhian Stuani | Girona FC        |
| Meilleur gardien                         | Yassine Bounou | Séville FC  | Fernando         | UD Almería       |
| MVP africain1                            | Yassine Bounou | Séville FC  |                  |                  |
| Note1: Prix remis pour la première fois. |                |             |                  |                  |

## Lauréats du meilleur joueur du championnat
| Palmarès  | Palmarès                | Palmarès        |
| Saison    | Lauréat                 | Club            |
| --------- | ----------------------- | --------------- |
| 2008-2009 | Lionel Messi            | FC Barcelone    |
| 2009-2010 | Lionel Messi            | FC Barcelone    |
| 2010-2011 | Lionel Messi            | FC Barcelone    |
| 2011-2012 | Lionel Messi            | FC Barcelone    |
| 2012-2013 | Lionel Messi            | FC Barcelone    |
| 2012-2013 | Cristiano Ronaldo (MVP) | Real Madrid     |
| 2013-2014 | Cristiano Ronaldo       | Real Madrid     |
| 2014-2015 | Lionel Messi            | FC Barcelone    |
| 2015-2016 | Antoine Griezmann       | Atlético Madrid |
| 2016-2017 | Lionel Messi            | FC Barcelone    |
| 2017-2018 | Lionel Messi            | FC Barcelone    |
| 2018-2019 | Lionel Messi            | FC Barcelone    |
| 2019-2020 | Karim Benzema           | Real Madrid     |
| 2020-2021 | Jan Oblak               | Atlético Madrid |
| 2021-2022 | Karim Benzema           | Real Madrid     |

2022-2023 Marc-Andre ter Stegen FC Barcelone 

## Plus beau but
Le trophée du plus beau but inscrit en Liga BBVA et Liga Adelante (en espagnol El 'Mejor Gol de La Liga') est remis depuis la saison 2013-2014. 
Depuis 2019-20, le trophée du plus beau but est appelé 'le Golazo Santander' de LaLiga Santander.
| Saison  | Liga BBVA         | Liga BBVA    | Liga BBVA                       | Liga BBVA  | Liga BBVA | Liga Adelante  | Liga Adelante        | Liga Adelante             | Liga Adelante | Liga Adelante |
| Saison  | Joueur            | Club         | Date                            | Adversaire | Score     | Joueur         | Club                 | Date                      | Adversaire    | Score         |
| ------- | ----------------- | ------------ | ------------------------------- | ---------- | --------- | -------------- | -------------------- | ------------------------- | ------------- | ------------- |
| 2013-14 | Cristiano Ronaldo | Real Madrid  | 4 mai 2014 (36e journée)        | Valence CF | 2-2       | Jorge Morcillo | Recreativo de Huelva | 11 mai 2014 (38e journée) | Real Jaén     | 2-1           |
| 2014-15 | James Rodríguez   | Real Madrid  | 1er novembre 2014 (10e journée) | Grenade CF | 0-2       | Vacant         | Vacant               | Vacant                    | Vacant        | Vacant        |
| 2019-20 | Luis Suárez       | FC Barcelone | 6 octobre 2019 (8e journée)     | Séville FC | 4-0       | Vacant         | Vacant               | Vacant                    | Vacant        | Vacant        |
| 2020-21 | Nabil Fekir       | Real Betis   | 19 mars 2021 (28e journée)      | Levante UD | 2-0       | Vacant         | Vacant               | Vacant                    | Vacant        | Vacant        |
| 2021-22 | Vinícius Jr       | Real Madrid  | 28 novembre 2021 (15e journée)  | Séville FC | 2-1       | Vacant         | Vacant               | Vacant                    | Vacant        | Vacant        |

## Statistiques

### Lauréats de plusieurs Prix LaLiga
| Rang | Lauréats            | Équipe                           | Liga BBVA | Liga BBVA | Liga BBVA | Liga BBVA | Liga BBVA | Liga BBVA | Liga BBVA | Liga BBVA | Liga BBVA | Liga BBVA | Liga BBVA | Liga BBVA | Liga BBVA | Liga Adelante | Liga Adelante | Liga Adelante | Liga Adelante | Liga Adelante | Liga Adelante | Liga Adelante | Liga Adelante | Liga Adelante | Liga Adelante | Liga Adelante | Liga Adelante | Total |
| Rang | Lauréats            | Équipe                           | MJL       | MVP       | MAM       | MAF       | MEL       | MGL       | MDL       | MMD       | MMO       | MAL       | PBL       | JRL       | PFP       | MJS           | MAM           | MAF           | MES           | MGS           | MDS           | MMD           | MMO           | MAS           | PBS           | JRS           | PFP           | Total |
| ---- | ------------------- | -------------------------------- | --------- | --------- | --------- | --------- | --------- | --------- | --------- | --------- | --------- | --------- | --------- | --------- | --------- | ------------- | ------------- | ------------- | ------------- | ------------- | ------------- | ------------- | ------------- | ------------- | ------------- | ------------- | ------------- | ----- |
| 1    | Lionel Messi        | FC Barcelone                     | 6         | 0         | 0         | 0         | 0         | 0         | 0         | 0         | 0         | 7         | 0         | 0         | 0         | 0             | 0             | 0             | 0             | 0             | 0             | 0             | 0             | 0             | 0             | 0             | 0             | 13    |
| 2    | Cristiano Ronaldo   | Real Madrid                      | 1         | 1         | 0         | 0         | 0         | 0         | 0         | 0         | 0         | 1         | 1         | 0         | 0         | 0             | 0             | 0             | 0             | 0             | 0             | 0             | 0             | 0             | 0             | 0             | 0             | 4     |
| 2    | Andrés Iniesta      | FC Barcelone                     | 0         | 0         | 0         | 0         | 0         | 0         | 0         | 0         | 5         | 0         | 0         | 0         | 0         | 0             | 0             | 0             | 0             | 0             | 0             | 0             | 0             | 0             | 0             | 0             | 0             | 5     |
| 4    | Pep Guardiola       | FC Barcelone                     | 0         | 0         | 0         | 0         | 4         | 0         | 0         | 0         | 0         | 0         | 0         | 0         | 0         | 0             | 0             | 0             | 0             | 0             | 0             | 0             | 0             | 0             | 0             | 0             | 0             | 4     |
| 4    | Sergio Ramos        | Real Madrid                      | 0         | 0         | 0         | 0         | 0         | 0         | 4         | 0         | 0         | 0         | 0         | 0         | 0         | 0             | 0             | 0             | 0             | 0             | 0             | 0             | 0             | 0             | 0             | 0             | 0             | 4     |
| 6    | Xavi                | FC Barcelone                     | 0         | 0         | 0         | 0         | 0         | 0         | 0         | 3         | 0         | 0         | 0         | 0         | 0         | 0             | 0             | 0             | 0             | 0             | 0             | 0             | 0             | 0             | 0             | 0             | 0             | 3     |
| 6    | Iker Casillas       | Real Madrid                      | 0         | 0         | 0         | 0         | 0         | 2         | 0         | 0         | 0         | 0         | 0         | 1         | 0         | 0             | 0             | 0             | 0             | 0             | 0             | 0             | 0             | 0             | 0             | 0             | 0             | 3     |
| 6    | Claudio Bravo       | Real Sociedad FC Barcelone       | 0         | 0         | 0         | 0         | 0         | 1         | 0         | 0         | 0         | 0         | 0         | 0         | 0         | 0             | 0             | 0             | 0             | 2             | 0             | 0             | 0             | 0             | 0             | 0             | 0             | 3     |
| 9    | Diego Simeone       | Atlético Madrid                  | 0         | 0         | 0         | 0         | 2         | 0         | 0         | 0         | 0         | 0         | 0         | 0         | 0         | 0             | 0             | 0             | 0             | 0             | 0             | 0             | 0             | 0             | 0             | 0             | 0             | 2     |
| 9    | Víctor Valdés       | FC Barcelone                     | 0         | 0         | 0         | 0         | 0         | 2         | 0         | 0         | 0         | 0         | 0         | 0         | 0         | 0             | 0             | 0             | 0             | 0             | 0             | 0             | 0             | 0             | 0             | 0             | 0             | 2     |
| 9    | James Rodríguez     | Real Madrid                      | 0         | 0         | 0         | 0         | 0         | 0         | 0         | 0         | 1         | 0         | 1         | 0         | 0         | 0             | 0             | 0             | 0             | 0             | 0             | 0             | 0             | 0             | 0             | 0             | 0             | 2     |
| 9    | Juan Carlos Valerón | Deportivo La Corogne             | 0         | 0         | 0         | 0         | 0         | 0         | 0         | 0         | 0         | 0         | 0         | 0         | 1         | 1             | 0             | 0             | 0             | 0             | 0             | 0             | 0             | 0             | 0             | 0             | 0             | 2     |
| 9    | Nino                | CD Tenerife                      | 0         | 0         | 0         | 0         | 0         | 0         | 0         | 0         | 0         | 0         | 0         | 0         | 0         | 1             | 0             | 0             | 0             | 0             | 0             | 0             | 0             | 1             | 0             | 0             | 0             | 2     |
| 9    | Rubén Castro        | Betis Séville                    | 0         | 0         | 0         | 0         | 0         | 0         | 0         | 0         | 0         | 0         | 0         | 0         | 0         | 0             | 0             | 0             | 0             | 0             | 0             | 0             | 0             | 2             | 0             | 0             | 0             | 2     |
| 9    | José Luis Oltra     | CD Tenerife Deportivo La Corogne | 0         | 0         | 0         | 0         | 0         | 0         | 0         | 0         | 0         | 0         | 0         | 0         | 0         | 0             | 0             | 0             | 2             | 0             | 0             | 0             | 0             | 0             | 0             | 0             | 0             | 2     |
| 9    | Xabier Prieto       | Real Sociedad                    | 0         | 0         | 0         | 0         | 0         | 0         | 0         | 0         | 0         | 0         | 0         | 0         | 0         | 1             | 0             | 0             | 0             | 0             | 0             | 0             | 1             | 0             | 0             | 0             | 0             | 2     |
| 9    | Ayoze Pérez         | CD Tenerife                      | 0         | 0         | 0         | 0         | 0         | 0         | 0         | 0         | 0         | 0         | 0         | 0         | 0         | 0             | 0             | 0             | 0             | 0             | 0             | 1             | 0             | 0             | 0             | 1             | 0             | 2     |
| 9    | Francisco Farinós   | Hércules CF                      | 0         | 0         | 0         | 0         | 0         | 0         | 0         | 0         | 0         | 0         | 0         | 0         | 0         | 0             | 0             | 0             | 0             | 0             | 1             | 0             | 0             | 0             | 0             | 0             | 1             | 2     |
| 9    | Bruno Soriano       | Villarreal CF                    | 0         | 0         | 0         | 0         | 0         | 0         | 0         | 0         | 0         | 0         | 0         | 0         | 0         | 0             | 0             | 0             | 0             | 0             | 1             | 0             | 0             | 0             | 0             | 0             | 1             | 2     |